# Urai László
Urai László, születési nevén Ungár László (Budapest, 1920. november 10. – Budapest, 1987. április 5.) orvos, angiológus, egyetemi tanár, az orvostudományok kandidátusa (1961).

## Életpályája
Ungár Lajos és Károlyi (Klein) Gizella (1893–1977) fiaként született zsidó családban. A Budapesti VIII. kerületi Magyar Királyi Állami Zrinyi Miklós Gimnáziumban érettségizett (1939), majd beiratkozott a budapesti Pázmány Péter Tudományegyetem Orvostudományi Karára. 1944-ben, az utolsó szigorlata előtt behívták munkaszolgálatra, s Fertőrákoson a tábor egészségügyi vezetője volt. Az év végén Németországba deportálták. 1944. november 27. és 1945. május 4. között a mauthauseni koncentrációs tábor foglya volt. Szabadulását követően egy alpesi kórházban segédkezett. Hazatérése után letette utolsó szigorlatát és 1945. szeptember 3-án orvosdoktorrá avatták. Pályáját az I. sz. Belklinika díjtalan gyakornokaként kezdte, majd ugyanott díjas demonstrátor és tanársegéd lett. 1950-ben belgyógyász szakorvosi vizsgát tett. Ugyanezen év végén a Gömöri Pál által vezetett III. sz. Belklinikára került. 1958-ban Gömöri professzorral együtt áthelyezték a Budapesti Orvostudományi Egyetem II. sz. Belklinikájára tanársegédi rangban. 1966 márciusától a IV. sz. Belgyógyászat Klinika adjunktusa, 1968 júliusától docense volt. Később a Kardiológiai Tanszéken tevékenykedett, ahol Gábor György halála után, 1981-ben egyetemi tanárrá nevezték ki.
Felesége Takács Vera. Lánya Urai Klára belgyógyász-kardiológus, veje Vámosi András (1947–2015).
A Kozma utcai izraelita temetőben nyugszik.

## Tisztségei
- Magyar Belgyógyász Társaság vezetőségének tagja
- Magyar Angiológia Társaság elnöke (1983–1987)
- Országos Belgyógyászati Intézet Angiológiai Munkacsoportjának elnöke
- Korányi Társaság tagja
- Kardiológia és Arteriosclerosis tagja
- Orvostörténeti Társaság tagja
- Angiológiai Unió Igazgató Tanácsának elnöke
- Working Group of Pripheral Circulation of European Society of Cardiology elnöke (1984–1986)

## Művei
- A Landis-féle capillarispermeabilitásmeghatározás használhatósága. Gömöri Pállal, Kisfaludy Sándorral. – A capillarisok áteresztőképessége hemiplegiás betegeken. Gömöri Pállal, Kisfaludy Sándorral. (Orvosi Hetilap, 1948, 25.; Orvosok Lapja, 1948, 37.)
- A glomerulusfiltratio és a vizelet fajsúlyának viszonya vesebetegeken. Gömöri Pállal. (Orvosi Hetilap, 1948, 34.; Orvosok Lapja, 1948, 47.)
- Vesevizsgálatok sclerodermában. Nagy Zoltánnal, Szinay Gyulával és Wiltner Willibalddal. (Orvosi Hetilap, 1958, 8–9)
- A Boeck-betegség klinikuma és therapiája egy ACTH-val kezelt eset kapcsán. Vámos Gézával, Papp Andrással. (Orvosi Hetilap, 1959, 19.)
- A Cruveilhier – Baumgarten syndroma. Takácsy-Nagy Loránddal. (Orvosi Hetilap, 1960, 1.)
- Újabb adatok a "sklerodermás vese" pathomechanizmusához. Munkácsi Istvánnal, Szinay Gyulával. (Magyar Belorvosi Archívum, 1960, 2., angolul: New data in the pathology of true scleroderma kidney. British Medical Journal, 1961)
- A scleroderma-tüdő röntgenológiai elváltozásai. Vogel Máriával. – A pulmonalis hypertensio kérdése sclerodermás tüdőelváltozásban. Kállay Kálmánnal, Keszler Pállal. (Magyar Belorvosi Archívum, 1961, 4.)
- A scleroderma-tüdő kilinikai képéről. (Magyar Belorvosi Archívum, 1961, 4.)
- Sclerodermás tüdő morphológiája. Szinay Gyulával. (Magyar Belorvosi Archívum, 1961, 5.)
- A diffúz scleroderma (progressiv systemás sclerosis) egyes visceralis vonatkozásairól. Kandidátusi értekezés. (1961)
- Az aortaív syndroma klinikuma, aetiológiája és pathomechanizmusa. (Orvosi Hetilap, 1967, 6.)
- „Subclavian steal syndrome”. Csákány Györggyel. (Orvosi Hetilap, 1967, 38.)
- Sajátos okú Raynaud-syndroma. Káli Andrással. (Orvosi Hetilap, 1976, 23.)
- Alsóvégtagi nyomás- és áramlásmérések összehasonlító értékelése Fontaine II-es stádiumában levő érbetegeken. Farkas Péterrel, R. Halmágyi Margittal és Istvánffy Máriával. (Orvosi Hetilap, 1976, 45.)
- A neurovascularis vállöv syndroma korszerű diagnosztikája és therapiája. Káli Andrással. (Orvosi Hetilap, 1976, 50.)
- „Hypothenar hammer syndrome”. Az arteria ulnaris traumás elzáródása. Káli Andrással, Csobály Sándorral. (Orvosi Hetilap, 1977, 4.)
- Scleroderma-szív és ingerületvezetési zavarok. Veress Gáborral, Urai Klárával. (Magyar Belorvosi Archívum, 1978, 5.)
- A raynaud-os jelenségek pathomechanismusa neurovascularis vállöv syndromában. Káli Andrással, Gloviczki Zoltánnal. (Orvosi Hetilap, 1978, 6.)
- Van-e „primaer Raynaud syndroma”? Káli Andrással, Gloviczki Zoltánnal. (Orvosi Hetilap, 1978, 19.)
- Adatok a Raynaud phenomen pathogeneziséhez. Káli Andrással. (Orvosi Hetilap, 1978, 42.)
- Congenitalis subclavian steal syndroma. Káli Andrással, Kolonics Istvánnal és Farkas Péterrel. (Orvosi Hetilap, 1979, 12.)
- A carotis-vertebralis rendszer vizsgálata irányérzékeny doppler áramlásmérővel. Farkas Péterrel. (Orvosi Hetilap, 1980, 28.)
- Subclavian steal syndroma vizsgálata ultrahangos áramlásmérővel (Doppler flow-meter). Farkas Péterrel. (Orvosi Hetilap, 1980, 32.)
- Agyi Doppler-vizsgálatok indikációja, diagnosztikus értéke carotis-vertebralis keringési zavarokban. Farkas Péterrel. (Orvosi Hetilap, 1980, 36.)
- Az agyi nagyerek szűkülete és elzáródása alsóvégtagi artériás érbetegeken. Farkas Péterrel. (Orvosi Hetilap, 1980, 45.)
- Aortaív- és neurovascularis vállöv syndroma együttes előfordulása. Farkas Péterrel, Káli Andrással. (Orvosi Hetilap, 1981, 26.)
- Infrarenalis aortaszűkület percutan transluminalis angioplasticája „Kissing” technikával. Kovács Katalinnal, Vadon Gáborral. (Orvosi Hetilap, 1985, 27.)

## Díjai, elismerései
- Soltész Lajos-emlékérem (1985)